# Llista de còmics de Norma publicats en català

## Còmics occidentals i altres publicacions

### 300
- 300 (còmic) (Frank Miller, Lynn Varley)

### Alícia en un món real
- Alícia en un món real (Isabel Franc, Susanna Martín)

### Amb barret... o sense
- Amb barret... o sense (Pilarín Bayés)

### Barcelona
- Barcelona (Jaume Vidal i Pep Brocal)

### Blacksad
- Blacksad Integral (Juan Díaz Canales i Juanjo Guarnido). Recull els 4 primers àlbums
- Blacksad Integral (Nova Edició) (Juan Díaz Canales i Juanjo Guarnido). Reculls els 5 primers àlbums

### FCB Detectius
- FCB Detectius. Les botes d'or (Plana i Bonales)

### Cròniques d'un heroi urbà
- 1. Avui m'ha passat una cosa molt bèstia (Daniel Estorach)
- 2. Identitats Secretes (Daniel Estorach)

### Eric Castel
- Eric Castel (Raymond Reding, Françoise Hugues)

1. Eric i els Tonis

2. Partit de Tornada!

3. Expulsat!

4. De cara a gol!

5. L'home de la tribuna F

6. El secret d'en Toni

7. La nit del Tibidabo

8. La gran decisió

9. Els cinc primers minuts

10. El Retorn

11. Segrest!

12. La casa del cormorà

13. Prop de l'espartar

14. Cinquè gol per al Lille!

15. El missatge del maltès
Eric Castel. Pack 1 Inclou els àlbums des del número 1 fins al 7
Eric Castel. Pack 2 Inclou els àlbums des del número 8 fins al 15

### El Hòbbit
- El Hòbbit (Charles Dixon, David Wenzel)

### Hugo Pratt
- Corto Maltès (Hugo Pratt):
  - La Balada de la Mar Salada
  - La Casa Daurada de Samarkanda
  - Mu: El continent Perdut
  - Sota el sol de mitjanit (Juan Díaz Canales i Rubén Pellejero)
  - Equatòria (Juan Díaz Canales i Rubén Pellejero)

- Col·lecció Hugo Pratt:

1. Sandokan, el Tigre de Malàisia (Hugo Pratt, Mino Milani)
2. Corto Maltès: Les Cèltiques (Hugo Pratt)
3. Corto Maltès: La llacuna dels misteris (Hugo Pratt)
4. Sergent Kirk: Primera Època (Hugo Pratt, Héctor Germán Oesterheld)
5. Corto Maltès: Faula de Venècia (Hugo Pratt)
6. Corto Maltès: Les Llunyanes Illes del Vent (Hugo Pratt)
7. Corto Maltès: La Balada de la Mar Salada (Hugo Pratt)
8. L'illa del tresor i Segrestat (Hugo Pratt, Mino Milani)
9. En un cel llunyà (Hugo Pratt)
10. Corto Maltès: El mar d'or (Hugo Pratt)

### Japonès en vinyetes
- 01: Curs Bàsic de japonès a través del manga (Marc Bernabé)
- Quadern d'exercicis 1 (Marc Bernabé)

### Júlia i la casa de les criatures perdudes
- Júlia i la casa de les criatures perdudes (Ben Hatke)

### La sèrie de la teva vida
- La sèrie de la teva vida (Marc Zanni i Joan Sanz)

### Marc Márquez
- Marc Márquez. La història d'un somni (Belen Ortega i Isidro Sánchez)
- Marc Márquez. La història d'un somni. Edició Especial (Belen Ortega i Isidro Sánchez)

### Mouse Guard
- Mouse Guard: Tardor 1152 (David Petersen)
- Mouse Guard: Hivern 1152 (David Petersen)
- Mouse Guard: Llegendes de la Guàrdia (David Petersen i altres autors)
- Mouse Guard: En Destral Negra (David Petersen)

### Marjane Satrapi
- Brodats (Marjane Satrapi)
- Persèpolis (Marjane Satrapi)
- Pollastre amb prunes (Marjane Satrapi)
- El Sospir (Marjane Satrapi)
- Persèpolis. Edició de butxaca (Marjane Satrapi)

### No passaran!
- Les aventures de Max Fridman. No passaran! (Edició Integral) (Vittorio Giardino)

### Ot, el bruixot
- Ot el bruixot. Vol. 1. (Edició 40è Aniversari) (Picanyol)
- Ot el bruixot. Vol. 2. (Edició 40è Aniversari) (Picanyol)
- Ot el bruixot. Vol. 3. (Edició 40è Aniversari) (Picanyol)

### Sansamba
- Sansamba (Isabel Franc, Susanna Martín)

### Sense l'ombra de les torres
- Sense l'ombra de les torres (Art Spiegelman)

### Sherlock Holmes
- Sherlock Holmes i la conspiració de Barcelona (Sergio Colomino, Jordi Palomé)

### Sin City
- 1. El dur adéu (Frank Miller)
- 2. Mataria per ella (Frank Miller)

### Tintín
- Les aventures de Tintín - Edició del Centenari (Hergé)
- L'il·lustre Haddock
- L'il·lustre Tornasol
- Les aventures d'Hergé (Bocquet, Fromental i Stanislas)

### Tom
- Tom a Los Angeles (Daniel Torres)
- Tom a Nova York (Daniel Torres)
- Tom a Barcelona (Daniel Torres)

### Uderzo
- Uderzo vist pels seus amics

### Victus
- Victus 1. Veni (Carles Santamaría, Cesc F. Dalmases i Marc Sintes)
- Victus 2. Vidi (Carles Santamaría, Cesc F. Dalmases i Xavi Casals)

### Vinòmics
- Vinòmics. Relats gràfics amb gust de bon vi (Varis autors. Projecte coordinat per Raúl Deamo)

### Yakari
- 1. Yakari i Gran Àliga · Yakari i el Bisó Blanc (Derib i Job)
- 2. Yakari i els Castors · Yakari i Nannabós (Derib i Job)
- 3. Yakari i el Grizzly · El secret de Fill del Tro (Derib i Job)
- 4. Yakari i l'estranger · Yakari al país dels llops (Derib i Job)
- 5. Els presoners de l'illa · El gran cau (Derib i Job)
- 6. Yakari i la cabra blanca · Yakari i el coiot (Derib i Job)
- 7. El senyor de les planes · El vol dels corbs (Derib i Job)
- 8. El riu de l'oblit · El primer galop (Derib i Job)
- 9. El monstre del llac · L'ocell de neu (Derib i Job)
- 10. La barrera de foc · El diable dels boscos (Derib i Job)
- 11. El bufador de núvlos · El furor del cel (Derib i Job)
- 12. Les banyes ramificades · L'ós fantasma (Derib i Job)
- 13. El misteri del penya-segat · La venjança del golut (Derib i Job)
- 14. L'orelles llargues · El roure que parlava (Derib i Job)
- 15. El despertar del gegant · El caminant de nit (Derib i Job)
- 16. Yakari i els Appaloosa · Les urpes de l'ós (Derib i Job)
- 17. Els pantans de la por · El retorn del conill màgic (Derib i Job)
- 18. L'escapada de l'osset · El llangardaix de l'ombra (Derib i Job)

## Manga

### Atac als titans (Edició Integral)
- 3 volums[1][2]

### Card Captor Sakura (Edició 60è aniversari Nakayoshi)
- 2 volums[3][2]

### Chainsaw Man
- 15 volums[4][2]

### Death Note Black Edition
- 2 volums[5][6]

### Goodbye Eri
- 1 volum[5]

### Guardians de la nit
- 17 volums[4][7]

### Jujutsu Kaisen: la guerra màgica
- 17 volums[4][7]

### Jujutsu Kaisen 0
- 1 volum[8]

### Look Back
- 1 volum[9]

### Mazinger Z
- 3 volums[10][2]

### Neon Genesis Evangelion Edició Col·leccionista
- 4 volums[5][11]

### Tokyo Revengers
- 16 volums[4][12]